# Studnice (Osoblaha)
Studnice (do roku 1949 Štundorf) je základní sídelní jednotka obce Osoblaha v okrese Bruntál, poblíž hranic s Polskem. Zároveň se jedná o zaniklou obec, jejíž zástavba se rozkládala jednak v katastrálním území Studnice u Osoblahy a také v sousedním katastrálním území Osoblaha.
Ves byla poprvé doložena v roce 1389. V roce 1930 zde žilo 146 obyvatel. Byl zde hostinec, obecní úřad a po druhé světové válce i státní statek. Studnice ztratila status obce v roce 1971, během let 1945–1989 byla zcela vysídlena. Později došlo ke změně hranice katastrálního území. Dnes[kdy?] zde trvale nežijí žádní obyvatelé a místo již zaniká.